# Soddì
Soddì är en ort och kommun i provinsen Oristano i regionen Sardinien i Italien. Kommunen hade 118 invånare (2017).